# Букаро, Марио
Марио Адольфо Букаро Флорес (исп. Mario Adolfo Búcaro Flores; род. 5 мая 1977, Гватемала) — гватемальский дипломат и государственный служащий. Министр иностранных дел Гватемалы с 1 февраля 2022 года по 14 января 2024 года. Ранее он был чрезвычайным и полномочным послом в Израиле и по совместительству в Болгарии и на Кипре (28 октября 2018—3 марта 2020 года), а также Мексике (3 марта 2020—1 февраля 2022 года). Также Букаро был президентом Совета министров Ассоциации Карибских государств с 2022 по 2023 год.

## Биография
Он получил звание бакалавра юридических и социальных наук, юриста и нотариуса в Университете Рафаэля Ландивара. Впоследствии он получил степень аспиранта в области международного частного права в Университете Саламанки и степень аспиранта в области международных контрактов в Университете Кастилии-Ла-Манчи.
Он также получил степень магистра коммерческого права и конкурентоспособности в Университете Сан-Карлоса и докторскую степень в области трудового права и социального обеспечения в Университете Мариано Гальвеса. Он также получил различные специализации в области посредничества и разрешения конфликтов в разных университетах.
В 2018 году он был назначен послом Гватемалы в Израиле, став таким образом первым послом Гватемалы в Иерусалиме после смены штаб-квартиры посольства и признания этого города столицей Израиля.
В 2020 году он был назначен послом Гватемалы в Мексике, где отвечал за 13 консульств на территории Мексики и взаимодействие Гватемалы с 39 странами.
31 января 2022 года президент ГватемалыАлехандро Джамматтеи назначил его министром иностранных дел Гватемалы после отставки, поданной Педро Броло, когда он был назначен послом Гватемалы в Мексике. В связи с вторжением России на Украину в 2022 году, Гватемала выступила против этих действий и в ответ отозвала посла в Москве по приказу президента Джамматтеи. Букаро был в составе делегации, которая посетила президента Украины Владимира Зеленского для встречи в Киеве в июле 2022 года.
В марте 2023 года президент Тайваня Цай Инвэнь совершила визит в Гватемалу, и Букаро отвечал за её прием вместе со своей делегацией в аэропорту Ла-Аурора, которая провела в стране неделю, в течение которой совершила визиты в разные части страны. В апреле того же года он отправился вместе с президентом Алехандро Джамматтеи на Тайвань в официальную поездку, которая продлилась почти неделю. 